# Idade da Pedra na Grécia
A Idade da pedra grega é um período da história da Grécia que se inicia com os primeiros povoamentos na Grécia e nas ilhas do Mar Egeu. Esse período precede a Idade do Bronze do Egeu, período marcado pela formação de civilizações que acabariam por lançar as bases culturais da Grécia Antiga junto com os gregos invasores do interior.

## Paleolítico
Na Grécia e arredores, há evidências de assentamentos humanos (mais de 50) desde o paleolítico antigo. Os hominídeos do paleolítico possuíam economia baseada na caça (ursos, leões das cavernas, rinocerontes, mamutes, cavalos e jumentos, lobos, veados e antílopes, gamos, bisões e touros, porcos, cabras, roedores, répteis, pássaros, gastrópodes terrestres), coleta (ervas, ervilhas, framboesas, amêndoas, bardanas, trevos, papoulas, lentilhas), pesca e, durante o paleolítico tardio, mineração (extração de ocre vermelho em minas de hematita que era armazenado em buracos feitos em chifres) e produção de artigos domésticos (tigelas) com madeira e argila. Martelos, espátulas, cunhas, lâminas apoiadas em micrólitos triangulares ou trapezoidais, facas, pontas, ferramentas grossas, entalhes simples e entalhes denticulados foram algumas das ferramentas produzidas durante o período; eram feitas a partir de chifres, ossos, sílex, quartzo, quartzito, lapis lacedaemonius e opala, empregando-se as técnicas musteriana e Levallois.
Nos sítios da ilha de Alonniso, foi evidenciada uma comunicação intensa entre as ilhas próximas e a península da Magnésia, o que sugere que os habitantes da ilha praticavam a navegação.

## Mesolítico
O período mesolítico é marcado por uma série de transformações: há preferência por cavernas costeiras ou sítios abertos e as primeiras evidências de casas de pedra e cemitérios (inumações e cremações) são encontradas, a navegação em busca de mercadoria é praticada no período e inicia-se o processo de domesticação de plantas (cevada, aveia, lentilha) e animais (porcos). Durante o período, a caça (caprinos, bovinos e suínos selvagens, cercos, raposas, ouriços, pássaros, roedores, caramujos), coleta (pistache, amêndoas, conchas terrestres e marinhas, lithospermum) e pesca (atum) continuaram como a base econômica das sociedades mesolíticas gregas. Amuletos, anzóis, agulhas, espátulas, colheres, lâminas centípetas, retilíneas e laminares, denticulados, entalhes, raspadores, mós, lamelas e micrólitos geométricos apoiados foram produzidos com ossos, chifres, conchas e material lítico (obsidiana, sílex e andesina).

## Neolítico

### Grécia Continental
Os primeiros assentamentos neolíticos (povoados abertos ou cavernas que variaram consideravelmente em densidade populacional de acordo com a região) estão situados em áreas costeiras ou no interior, em planícies ou montanhas e perto de fontes d’água; os sítios da Tessália recebiam o nome de Magoula e os da Macedônia, de Toumba. A economia do período foi baseada em atividades agro-pastoris (cereais, leguminosas, linho, bovinos, suínos, caprinos, ovinos e caninos), práticas adotadas no Egeu desde o milênio VII a.C.,  que foram complementadas com caça e pesca; práticas de desmatamento foram evidenciadas. Trabalhos em couro, joias e metais, tecelagem, cestaria e produção de cerâmica são evidenciadas; a cerâmica adquiriu tamanha excelência que foi comercializada em regiões vizinhas para a obtenção de metais e, com o aumento dos contatos culturais e o alargamento das redes comerciais, diversos produtos neolíticos disseminaram-se rumo ao interior europeu (Bálcãs e Europa Central).

#### Período Acerâmico
O período acerâmico (6800-6 500 a.C.) é um período identificado em cerca de meia-dúzia de sítios no interior do continente grego (Argissa, Dendra, Franchthi) que consistem em pequenos assentamentos com populações de 50-100 indivíduos habitantes de cabanas ovais subterrâneas, escavadas parcialmente na terra, com paredes de postes e pavimentos de argila com seixos; há lareiras nas cabanas. Durante o período a economia foi baseada na agricultura (aveia, trigo, cevada, lentilhas, ervilhas), pecuária (bovinos, ovinos, caprinos, suínos e caninos), na coleta (chicharro, nozes, azeitonas, pistache), na caça e na pesca. Estatuetas, adereços pessoais e ferramentas foram feitos com conchas, argila, pedra (obsidiana, sílex) e osso; fragmentos de cerâmica indicam tentativas de fabricação.

#### Neolítico Antigo
O Neolítico Antigo (6500-5 800 a.C.) é caracterizado por apenas um único cemitério datado, localizado na Argólida, que era composto por sepulturas para cremação.

##### Cerâmica primitiva (Frühkeramikum)
A média de habitantes por sítio manteve-se igual durante o período e esses, agrupados em clãs ou famílias, viviam em assentamentos compostos por cabanas subterrâneas feitas de postes amarrados; a economia vigente no período anterior é mantida. A cerâmica produzida é caracterizada por formas hemisféricas, polidas e de cor vermelha ou castanho-avermelhada.

##### Cultura Proto-Sesklo
A Cultura Proto-Sesklo tem como principal sítio Nea Nikomedeia, um assentamento composto por quatro níveis arquitetônicos de edifícios retangulares de madeira entrelaçada com cana e junco revestido com lama; seus edifícios estão situados na direção leste-oeste em decorrência dos fortes ventos da região. Seu primeiro nível possui quatro casas agrupadas em torno de um edifício maior, possivelmente um santuário, e um muro (posteriormente foi substituído por uma vala profunda). Os mortos eram sepultados dentro do assentamento em edifícios em ruína ou em frente a sua residência.
A economia local baseava-se na criação de ovinos, caprinos, suínos e ovinos, no cultivo de trigo, cevada, lentilhas, ervilhas e ervilhacas, na caça e pesca. Estatuetas femininas retratando mulheres gordas e rãs, furadores, alfinetes, agulhas, anzóis, pintadeiras, machados, enxós e lâminas foram descobertos nas escavações; a cerâmica adquire padrões de pintura (vermelho com creme ou branco com castanho-avermelhado) e abas articuladas, bases distintas e pés elaborados.

##### Cultura Pré-Sesklo
Em Achilleio e Nea Makri foram identificadas lareiras coletivas; em Pródromos houve enterros secundários. Essa cultura desenvolve a barbotina (argila com água) e a cerâmica decorada com impressões de conchas.

#### Neolítico Médio
O Neolítico Médio compreende o período que vai de 5 800-5 300 a.C.

##### Cultura Sesklo
Durante a cultura Sesklo as cabanas de madeira são substituídas por cabanas de pedra compostas por tijolos fixados com madeiras entrelaçadas na horizontal e na vertical; Nea Makri adquire valas para contenção da água, uma rua pavimentada e poços de água, enquanto Achilleio é abandonado até o final da cultura. Sesklo consistia em uma acrópole murada coberta por edifícios quadrados e retangulares, um mégaro e um edifício possivelmente utilizado como loja de óleo, que era sustentado por contrafortes internos. Era rodeada por uma cidade baixa com 200 a 300 habitantes, caracterizada por casas divididas por vielas e compostas por poucas salas separadas.
A economia do período permanece praticamente inalterada, a obsidiana é mais frequentemente utilizada como matéria-prima, figurinhas continuam a ser produzidas e a cerâmica adquire uma decoração em vermelho e branco.

#### Neolítico Tardio I
O Neolítico Tardio compreende o período de 5 300 a 4 800 a.C. e é caracterizado por aumento significativo do número de assentamentos neolíticos, o que ocasiona acréscimo populacional e intensifica as práticas agrícolas.

##### Cultura Tsangli-Larisa
A ordem arquitetônica vigente durante o período pode ser classificada da seguinte forma: grandes mégaros com madeira moldada (Sitagroi e Dikili Tash) e fundições de pedra; lareiras e fornos no interior das residências; valas em grande parte dos sítios para proteção e/ou demarcação (Otzaki, Galini, Makriyialos). O assentamento de Dispilio-Kastoria foi um proeminente assentamento durante o período e foi considerado notório devido o meio pelo qual foi erigido: seus edifícios foram edificados sobre estruturas de madeira dentro do lago circundante. Os sítios possuíam populações em torno de 100 a 300 habitantes que enterravam seus mortos em cemitérios organizados (Platia Magoula Zarkou, Soufli Magoula) de covas rasas com indivíduos os grupos cremados; foram identificadas evidências de estratificação social.
A economia era baseada na agricultura (trigo, cevada, centeio, painço, aveia, ervilhacas, lentilhas, ervilhas, fava, grão de bico), pecuária (ovinos, caprinos, suínos, bovinos) e tecelagem; foram produzidos dois tipos de cerâmica: Tsangli (cinza monocromática ou decorada) e Larisa (negra, polida e decorada em branco com padrões lineares).

##### Cultura Arapi
O Mégaro de Valestino (30 m de comprimento) possivelmente pertence a essa cultura; há novos estilos de cerâmica: o interior dos vasos (tigelas bicônicas e ânforas) é vermelho e a técnica Larisa é abundante; decoração marrom escura sobre fundo claro, preto no vermelho e policromático; decoração em preto ou branco sobre fundo vermelho; surgimento de motivos em espiral. Foram encontradas estatuetas esquemáticas de terracota.

#### Neolítico Tardio II
O Neolítico Tardio abrange o período de 4 800 a 4 500 a.C..

##### Cultura Dimini
A cultura Dimini prosperou na região da Tessália em um momento marcado por crescente regionalismo; no final de seu desenvolvimento (4 500 a.C.) seu principal assentamento, Dimini, é subitamente abandonado sendo reocupado apenas durante o período micênico. Os assentamentos do período são compostos por grandes edifícios retangulares e mégaros feitos com pedra (Dimini) ou madeira (Mandalo), valas (Otzaki, Makriyialos) ou invólucros de pedra (Dimini, Sesklo) e áreas para atividades especializadas (Makriyialos); no interior das residências foi identificados lareiras e porões. Os mortos adultos eram enterrados em covas rasas de forma contraída ou flexionada, enquanto as crianças eram depositadas em jarros.
Policultura, fabricação de joias, manuseio de metais (prata e cobre), produção de ferramentas de obsidiana e estatuetas de mármore, comércio e produção de cerâmica são as principais atividades econômicas da cultura; sua cerâmica era incisa (especialmente espirais) e pintada com preto sobre um fundo esbranquiçado. A presença de pés de urso nos assentamentos é uma possível evidência de uso de peles para produção de cortinas e tapetes.

#### Neolítico Final
O neolítico final ou calcolítico alberga o período de 4 500 a 3 200 a.C., momento caracterizado pela transição de uma cultura tradicionalmente neolítica por outra baseada no uso de metais e pela destruição de diversos assentamentos (4 400 a.C.) da Tessália, devido a um terremoto.

##### Cultura Rachmani
Há preferência por assentamentos em zonas costeiras, especialmente cavernas, o que indica maior contato com o mar, trocas comerciais (há contato comercial com a civilização heládica) e evolução na criação do gado; sítios localizados em terras baixas tornam-se grandes centros econômicos durante o período. São compostos por edifícios apsidais e frequentemente eram cercados por valas. Os mortos eram enterrados principalmente dentro de cavernas.
Figuras esquemáticas acrolíticas (cabeça de pedra e corpo de madeira ou argila), brincos, tiras e pinos de metais (prata, ouro e cobre respectivamente), pontas triangulares ou em forma de folha de lanças feitas com obsidiana são exemplos de produtos produzidos por essa cultura e esses foram utilizados como símbolos de status social. Há dois tipos de cerâmica: monocromática de argila áspera com polimento em tons de vermelho, marrom e cinza escuro; pintada com tinta vermelha ou branca.

### Creta
A mais antiga evidência de habitantes em Creta são pré-cerâmicas do neolítico de restos de comunidades agrícolas datadas de aproximadamente 7 000 a.C.. Um estudo comparativo de haplogrupos de DNA de cretenses masculinos modernos mostrou que um grupo masculino fundador da Anatólia ou do Levante é compartilhado com os gregos.
Os primeiros habitantes da ilha viviam em grutas e, ao longo do tempo, começaram a erigir pequenas aldeias, assim como edifícios de pedra. Na costa, havia cabanas de pescadores, enquanto a fértil planície de Messara foi usada para agricultura. Cultivavam trigo e lentilhas, criavam bovinos e caprinos, e produziam armas com ossos, chifres, obsidiana, hematita, grés, calcário e serpentina, sendo que a presença de obsidiana prova a existência de contato comercial entre Creta e as Cíclades, pois, no mundo Egeu, a fonte de obsidiana é a ilha de Melos.

#### Período Pré-cerâmico
O período pré-cerâmico (7 000–5 700 a.C.) é caracterizado pela produção agropastoril (lentilhas, trigo, cevada, ovinos, caprinos, suínos e bovinos) e pela ausência de cerâmica.

#### Neolítico Antigo I
Esse período abrange o período de 5 700-4 000 a.C.. As edificações do neolítico são divididas em nove níveis, dos quais os cinco primeiros são dessa fase: são edifícios retangulares feitos com tijolos queimados e rebocados com argila e possuem grande número de salas pequenas; a partir do nível VII adquirem o piso conhecido como pisé, uma superfície de pedra com lama derramada. Machados de pedra e clavas de mão foram identificados e a cerâmica era escura e polida e possuía incisões com motivos brancos e vermelhos.

#### Neolítico Antigo II
O neolítico antigo II (4000-3 700 a.C.) é caracterizado por uma arquitetura (nível IV) semelhante a do período anterior, sua cerâmica adquire uma decoração em relevo ondulado e clavas de mão tornam-se frequentes; tecelagem é evidenciada e cristal de rocha começa a ser utilizado como matéria-prima.

#### Neolítico Médio
O neolítico médio (3700-3 600 a.C.), considerado um período transicional, possui cerâmica semelhante à do período anterior e ordem arquitetônica (nível III) caracterizada por grandes edifícios com grande número de salas pequenas; machados e clavas tornam-se abundantes.

#### Neolítico Tardio
O neolítico tardio (3600-3 000 a.C.), o período final do neolítico de Creta, é caracterizado pelo uso de metais, uma ordem arquitetônica (níveis II e I) formada por lareiras fixas e abundância de salas e cerâmica com um novo tipo de decoração, conhecida como "crosta".

### Cíclades

#### Cultura Saliagos
A Cultura Saliagos (4300–3 700 a.C.) é caracterizada por assentamentos formados por edifícios com salas retangulares e muros e não houve cemitérios. Sua cerâmica de argila escura era polida, decorada com padrões geométricos, retilíneos e curvilíneos de cor branca e possuía asas salientes com contornos em linha reta, um fundo plano e, habitualmente, um pedestal.
Com obsidiana produzia-se espigões, espigões de ponta farpada, lâminas, pontas de flecha e vários implementos; mármore era utilizado para produção de vasos e estatuetas, conchas para colheres e ossos para enxadas e implementos. A base econômica da cultura era a agricultura (trigo, cevada), pecuária (ovinos, caprinos, suínos, bovinos) e pesca (atuns e moluscos).

#### Cultura Kephala
A cultura Kephala (3300–3 000 a.C.) desenvolveu-se no assentamento de Kephala (assentamento com 45-80 habitantes), em Ceos, complexo formado por pequenas edificações retangulares construídas próximas umas das outras e um cemitério murado contendo quarenta sepulturas de forma retangular, circular ou oval erigidas com paredes de pedra e tampos de xisto; foram identificados enterros múltiplos e espólio tumular.
A economia local era baseada na agricultura (cereais), pecuária (ovinos, caprinos, bovinos, suínos), pesca (atuns), olaria, tecelagem, confecção de cestas e vasos de mármore, produção de ferramentas (obsidiana), manuseio de metais (cobre, ouro, prata) e comércio (obsidiana de Melos; cobre da Ática). Sua cerâmica possuía incisões, padrões de polimento ou decorações incrustadas com aplicações de vermelho e branco após a queima e suas formas principais foram taças, potes e colheres.

#### Caverna Zas
A caverna Zas está situada na encosta ocidental da montanha da ilha de Naxos, a uma altitude de 628 metros, habitada durante o neolítico inicial (Zas I) e final (Zas IIA-B). A economia local era baseada na agricultura (cevada, lentilhas, feijão), pecuária (ovinos, caprinos), manufatura de ferramentas de obsidiana, sílex (lâminas denticuladas, furadores e pontas triangulares de flechas) e cobre (machados, agulhas e alfinetes), cerâmica (preta polida pintada de branco com padrões lineares; predominância de taças vermelhas com aros cilíndricos) e comércio; foi identificado uma faixa perfurada de ouro, a mais antiga das Cíclades, que pode possivelmente indicar a participação das ilhas no comércio do Egeu.